# トーベ・ヤンソンあけぼの子どもの森公園
トーベ・ヤンソンあけぼの子どもの森公園（トーベ・ヤンソンあけぼのこどものもりこうえん）は、埼玉県飯能市大字阿須にある都市公園（地区公園）である。
公園内の施設には「ムーミン屋敷」と名付けられたものや、ムーミンの作者であるトーベ・ヤンソンの資料を展示したり、ムーミン関連の書籍を所蔵するものがあり、ムーミンの世界を再現していると言われている。

## 沿革
飯能市の職員がトーベ・ヤンソンに送った一通の手紙が契機となり、建設省（当時）の平成記念子どものもり公園事業の指定を受け、ムーミンの世界観を体験できる公園として加治丘陵の北側に整備、1997年7月1日に「あけぼの子どもの森公園」として開園した。隣接する阿須運動公園と同時開園であり、あけぼのの名称は阿須地区周辺の入間川沿いからアケボノゾウの化石が発掘されたことに由来する。また公園北側を中心にアケボノスギ（メタセコイア）の植林が行われた。2010年6月1日には約半年間のリニューアルを経て再オープンした。
1998年度手づくり郷土賞受賞。
開園20周年を迎えた2017年、公園内飲食施設など指定管理者制度の導入に伴う公園施設のリニューアル計画が公表され、同年6月1日にソフィア・ヤンソン（トーベ・ヤンソンの姪、ムーミンキャラクターズ社会長）の承認のもと、「トーベ・ヤンソンあけぼの子どもの森公園」と改称した。

## 諸元
- 所在地 - 埼玉県飯能市大字阿須893番地の1
- 開園時間 - 9：00～17：00[9]
- 休園日 - 月曜日（祝日の場合は次の平日）、年末年始（12月28日～1月4日）[9]
- 入園料 - 無料[10]
- 駐車場 - 市民体育館・市民球場・ホッケー場と共用（無料）[10]

## 公園内の主要施設
- きのこの家[11]（旧名称ムーミン屋敷） - 地上3階、地下1階[12][13]
- 子ども劇場 - 2階がホール[12][14]
- 森の家 - 地上2階[15]。1階はムーミンの作者であるトーベ・ヤンソンの資料を展示する資料館、2階はムーミン関連の書籍や絵本を所蔵する小規模な図書館になっている[12][16]。
- 水浴び小屋[12]

施設の設計は村山雄一による。最新デザインのムーミンのキャラクター人形は設置されていないが、「楽しいムーミン一家」時代のキャラクター人形は「子ども劇場 」内にひっそりとある。園内には他にもムーミン関連の展示などがある。なお、2018年6月に園内にオープンサンドやデザートなどを販売するカフェ「カフェプイスト」がオープンし、西武鉄道の地域情報メディア「remo」のウェブサイトや冊子でたびたび取り上げられている。

## 交通
- 自動車
  - 圏央道狭山日高IC・入間IC・青梅ICから約20分
  - 関越自動車道川越ICから約50分
- 電車
  - 西武池袋線元加治駅下車、徒歩20分[19]

## 周辺施設
- メッツァ

市内にあるムーミンのテーマパーク。
- 岩蔵温泉

隣接する東京都青梅市にある温泉地。
- 青梅市花木園

東京都内最大級のローラー滑り台がある公園。